# Leo Alexander

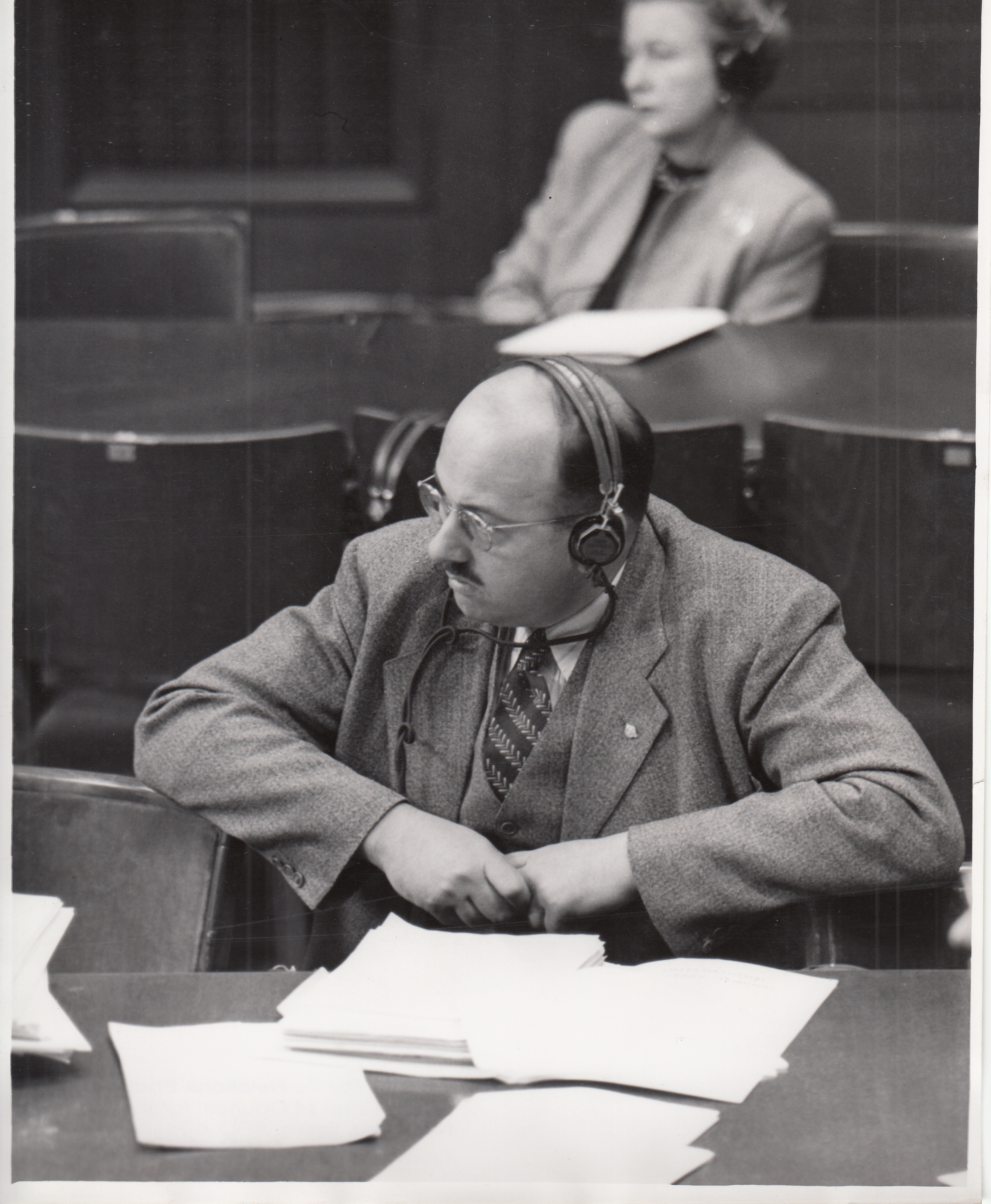
Leo Alexander beim Ärzteprozess (1946)

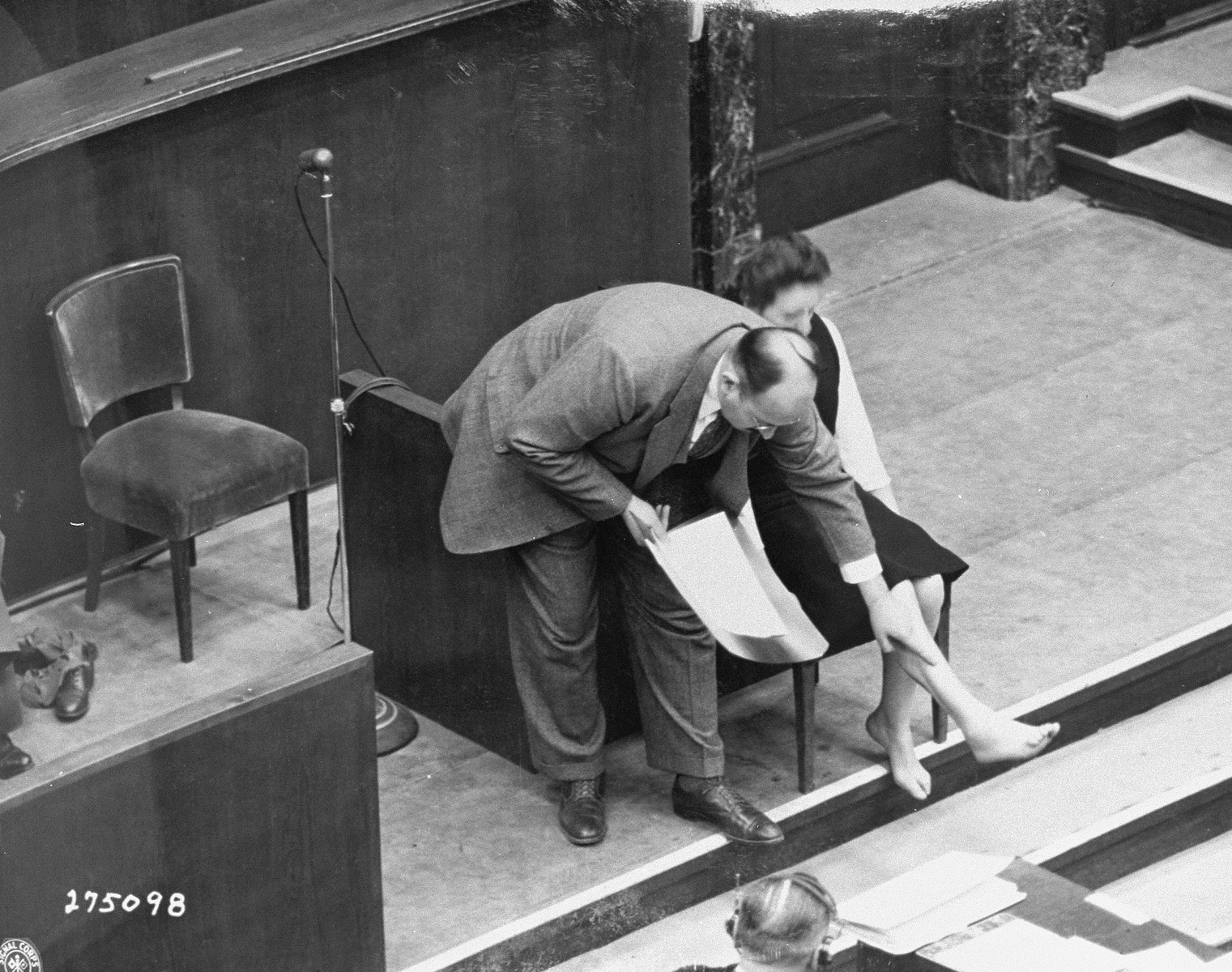
Leo Alexander erläutert am 20. Dezember 1946 zusammen mit Maria Broel Plater, die Häftling im KZ Ravensbrück war, einige Experimente der pseudomedizinischen Menschenversuche.

Leo Alexander (geboren 11. Oktober 1905 in Wien, Österreich-Ungarn; gestorben 20. Juli 1985 in Weston, Massachusetts) war ein österreichisch-US-amerikanischer Psychiater und Psychoanalytiker.

## Leben
Leo Alexanders Vater praktizierte als HNO-Arzt in Wien. Alexander studierte an der Wiener Universität Medizin, promovierte 1927 an der Berliner Friedrich-Wilhelms-Universität und wechselte zu Karl Kleist an die Universitätsklinik Frankfurt am Main, wo er sich auf die Psychiatrie spezialisierte. Mit einem Rockefeller-Stipendium ging er Anfang 1933 nach Peking und, da er in der Zwischenzeit als Jude in Frankfurt aus rassistischen Gründen entlassen worden war, emigrierte Ende 1933 in die Vereinigten Staaten, wo er schnell Fuß fasste. 1938 erwarb er die US-amerikanische Staatsangehörigkeit und war vor dem Ausbruch des Zweiten Weltkriegs an der Harvard Medical School und ab 1941 als Associate Professor für Neuropsychiatrie an der Duke University beschäftigt. Sein Interesse galt der Behandlung sexueller Abweichungen und der Hypnotherapie, später auch deren Vergleich zur Transzendentalen Meditation.
Während des Zweiten Weltkriegs war er im Range eines Majors Arzt bei der 8. US-Luftflotte in England. Nach Kriegsende erhielt er vom US Forces, European Theater (USFET) den Auftrag, die medizinischen Erkenntnisse der deutschen medizinischen Forschung aus der Zeit des Nationalsozialismus auszuwerten, was sich bis Juli 1947 hinzog und zu verschiedenen Berichten, auch über die Verbrechen der Ärzte, führte. Er wurde im Rahmen der Nürnberger Prozesse zum Berater des US-amerikanischen Chefanklägers Telford Taylor. Vom französischen Hilfsankläger M. Pierre Mounier wurde beim Nürnberger Prozess gegen die Hauptkriegsverbrecher aus seiner Untersuchung die Aussage des Arztes Julius Hallervorden von der Dillenburger Zweigstelle des Kaiser-Wilhelm-Instituts über die Beschaffung der Hirne von bei der Euthanasie-Aktion getöteten Geisteskranken zitiert.
Alexander formulierte beim Nürnberger Ärzteprozess im April 1947 den Nürnberger Kodex für medizinische Versuche. Über den Hirnforscher Hallervorden äußerte er sich noch einmal 1953 gegenüber einer Teilnehmerin am V. Internationalen Neurologenkongresses in Lissabon, dass Hallervorden bei seinen Falschaussagen über die Beschaffung von Hirnen der Euthanasie-Opfer auch jegliches Anzeichen von Bedauern oder Reue habe vermissen lassen. Alexander organisierte in den Vereinigten Staaten die Behandlung von 40 überlebenden Polen, die Opfer der Menschenversuche des KZ-Arztes Josef Mengele geworden waren, und behandelte einige von diesen selbst psychiatrisch.
An der Tufts University Medical School war er nach der Rückkehr aus Nürnberg für dreißig Jahre Forscher und Hochschullehrer. Als Berater der Bostoner Polizei war er auch an der Aufklärung der Serienmorde des Albert Henry DeSalvo beteiligt. Er forschte auch zur Multiplen Sklerose.
Alexander lebte zuletzt in Newton (Massachusetts) und starb in einem Pflegeheim in Weston.

## Schriften
- Die Prognose der essentiellen Hypertonie bei Frauen. Diss. med. Friedrich-Wilhelms-Universität, Berlin 1927
- Deaths from poisoning: incidence in Massachusetts. 1940
- The fundamental types of histopathologic changes encountered in cases of athetosis and paralysis agitans. Assoc. for Research in Nervous and Mental Disease, New York, NY 1941.
- Neuropathology and neurophysiology, including electroencephalography, in wartime Germany, S.l. : Combined Intelligence Objectives Sub-Committee, 1945
- War crimes. Their social-psychological aspects. American Journal of Psychiatry, 105, N° 3, Washington, D.C., 1948 (Sept.-Oct.)
- Medical Science under Dictatorship. In: New England Journal of  Medicine. 241. Jahrgang, Nr. 2, 1949, S. 39–47, doi:10.1056/NEJM194907142410201, PMID 18153643.
  - wieder: Medical science under dictatorship. Bibliographic Press, Flushing, N.Y. 1996
- Objective approaches to treatment in psychiatry. Thomas, Springfield, Ill. 1958
- L. Alexander, et al.: Multiple sclerosis, prognosis and treatment; a nosometric approach- Thomas, Springfield, Ill. 1961.
- The molding pf personality under dictatorship. Journal of criminal law and criminology of Northwestern University, 40, N° 1, 1949 (May-June)
- War crimes and their motivation. Journal of criminal law and criminology of Northwestern University, 39, n° 3, 1948 (Sept.-Oct.)
- Destructive and self-destructive trends in criminalized society. Journal of criminal law and criminology of Northwestern University, 39, n° 5, 1949 (Jan.–Febr.)
- Neuro-pathologie dans l'Allemagne en guerre. in: Publ. du gouvernement américain: La structure socio-politique du SS. Rapport psychiatrique des procès du Nuremberg pour crimes de guerre. Archives of Neurology and Psychiatry, 1948 (Mai). In Französisch